# Torgny Anderberg
Sten Viktor Torgny Anderberg (født 25. februar 1919, død 6. november 2000) var en svensk skuespiller og filminstruktør. Han optrådte i mere end 25 film og tv-serier mellem 1944 og 1993.
Anderberg var en aktiv dokumentarist sideløbende med sit arbejde med fiktionsfilm. Han foretog flere rejser til Latinamerika efter produktionen af Anaconda - kæmpeslangen i Amazonas (1954), hvor han ofte dokumenterede møder med oprindelige folk. Derudover samarbejdede han flere gange med opdagelsesrejsende Rolf Blomberg om en række film med et etnografisk indhold.
Han ligger begravet på Skogskyrkogården i Stockholm.

## Udvalgt filmografi
- Pigen og djævelen (1944, ukrediteret)
- Tre sønner (1945, ukrediteret)
- Vandring med månen (1945, ukrediteret)
- Pigen og løjtnanten (1946, ukrediteret)
- Krybskytten fra storskoven (1947)
- Sømandstøsen (1947, ukrediteret)
- Folket i dalen (1947)
- Ådalens poesi (1947, ukrediteret)
- Frøken Julie (1951, ukrediteret)
- Anaconda - kæmpeslangen i Amazonas (dokumentar, 1954)
- Den glade skomakaren (1955, også instruktør)
- Manden på taget (1976)
- Den alvorlige leg (1977)
- Manden der blev millionær (1980)
- Freud flytter hjemmefra (1991)
- Brandbilen som forsvandt (1993)
- Roseanna (1993)